# Suchanowka

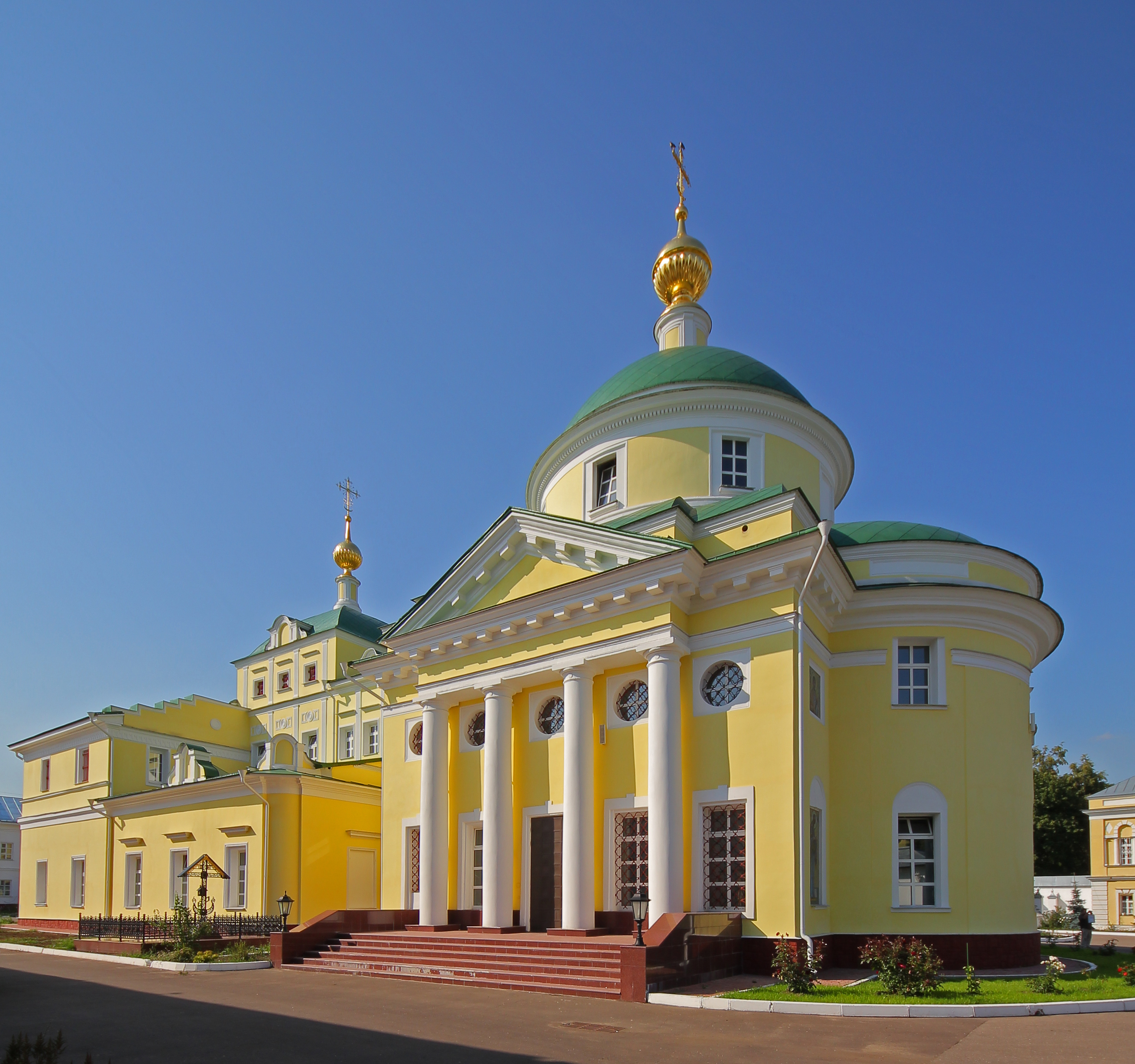
Die Katharinen-Einsiedelei, in der sich das Suchanowka-Gefängnis befand

Die Suchanowka (russisch Суха́новка; offizieller voller Name Суха́новская особорежи́мная тюрьма́, Suchanowskaja ossoboreschimnaja tjurma, wörtlich Suchanowoer Gefängnis verschärfter Ordnung) war ein in der Stalinzeit berüchtigtes Gefängnis am Rand der heutigen Stadt Widnoje südlich der russischen Hauptstadt Moskau. Es befand sich in den Gebäuden der seit dem 17. Jahrhundert existierenden und heute wieder als russisch-orthodoxes Kloster dienenden Katharinen-Einsiedelei (Jekaterininskaja pustyn).

## Geschichte
Ein Gefängnis in den früheren Gebäuden wurde 1931 eingerichtet. Es diente vorwiegend der Inhaftierung von zu kürzeren Haftstrafen Verurteilten. In der Nachbarschaft befand sich das ehemalige Landgut Suchanowo, nach dem das neue Gefängnis seinen Namen bekam.
1935 wurde das Gefängnis zunächst wieder aufgelöst. Die Gebäude dienten als Unterkünfte für Umsiedler, bis 1937 alle Gebäude und das umliegende Territorium auf Anweisung Michail Kalinins für die Einrichtung eines Gefängnisses für politische Häftlinge an das Volkskommissariat für innere Angelegenheiten (NKWD) übergeben wurden. Die Idee der Einrichtung eines Geheimgefängnisses für die Opfer des Großen Terrors auf dem Klostergelände, in erster Linie für in Ungnade gefallene hochrangige Mitarbeiter Stalins und hohe NKWD-Beamte, wird dem NKWD-Chef Nikolai Jeschow zugeschrieben. Da Jeschow aber selber am 24. November 1938, offiziell auf eigenen Wunsch, auf seinem Posten abgelöst wurde, übernahm sein Nachfolger Lawrenti Beria die Umsetzung.
In offiziellen Dokumenten ist für das Gefängnis in Folge häufig die Bezeichnung Spezobjekt Nr. 110 (Sonderobjekt Nr. 110) anzutreffen, inoffiziell war es als „Folterdatsche“ bekannt. Es gibt Berichte darüber, dass sich das Gefängniskrematorium in der ehemaligen Hauptkirche des Klosters befand.
Zu einem der ersten Insassen der Suchanowka wurde nach seiner Verhaftung am 10. April 1939 Nikolai Jeschow, der dort neun Monate bis zur Verurteilung Anfang 1940 verbrachte. Andere prominente Häftlinge waren der Schriftsteller Isaak Babel sowie der Regisseur und Schauspieler Wsewolod Meyerhold.
Nach dem Ende des Zweiten Weltkriegs wurden die Gebäude weiter vom sowjetischen Innenministerium (MWD) als NKWD-Nachfolger genutzt. Zu Beginn der 1990er-Jahre wurden sie der Russisch-Orthodoxen Kirche zurückgegeben und 1992 als Männerkloster wiedereröffnet.

## Haftbedingungen
Die Gefängnisordnung war äußerst streng. Alle Häftlinge, Angestellten und selbst die Leichen der Erschossenen wurden nur mit Nummern bezeichnet. Die Inhaftierten standen unter ständiger Beobachtung durch das Guckloch in der Zellentür. Auf jeden Block mit sieben Zellen kamen gleichzeitig zwei Aufseher; insgesamt waren in dem Gefängnis, das für 160 Häftlinge ausgelegt war, 70 Wärter angestellt.
Die Haftbedingungen waren geprägt von Folter- und Druckmethoden wie Isolationshaft, „Stehkarzer“ (d. h. stundenlanges Stehen und das Verbot, sich zu setzen; auch in den Zellen selbst war Sitzen im Allgemeinen verboten), Schlafentzug, mangelndes Lüften der Zellen, Fehlen von Gefangenenspaziergang und nur einem täglichen Toilettengang um sechs Uhr morgens. Die Hungerrationen an Lebensmitteln sollen extra fein und schmackhaft zubereitet worden sein, um die Häftlinge daran zu erinnern, was sie durch ihre Verhaftung verloren hatten.
Vom Gefängnis wurde erzählt, dass kaum jemand die Haftzeit überlebt haben soll, ohne den Verstand zu verlieren:

„Und die drinnen gewesen sind, aus denen kriegst du später nichts raus. Sie lallen nur mehr zusammenhangloses Zeug, und die übrigen sind tot.“

„Nur einem einzigen Häftling gelang es, das Gefängnis zu überstehen und davon zu berichten, Al-der D. (Alexander Dolschin). Er bewahrte sich den Verstand, in dem er kopfrechnete, Pläne für die Zukunft fasste, mit einfachsten Mitteln seine Zelle abmaß und lernte, im Stehen zu schlafen, so, dass es der Wärter nicht bemerkte.“

## Filme
- Vom Folterkeller zum Gotteshaus – Die Suchanowka bei Moskau. Dokumentarfilm, ORB, Deutschland 1996. Regie: Hans-Dieter Rutsch, Redaktion: Harald Quist